# Karl Zörgiebel

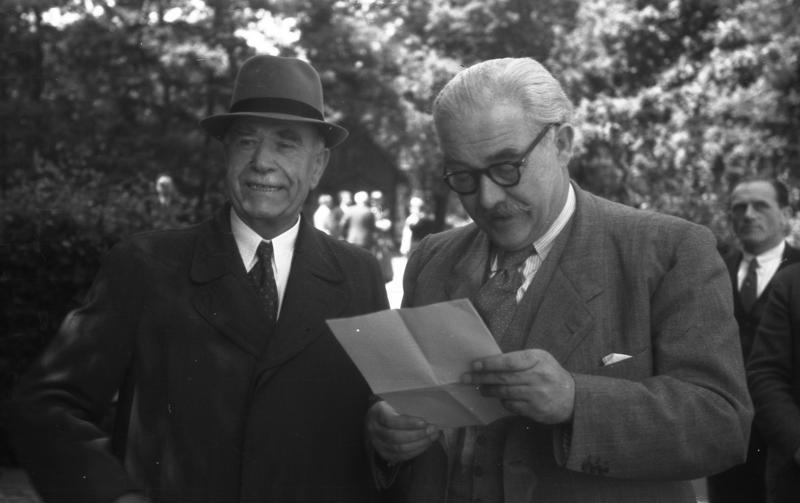
Karl Friedrich Zörgiebel 1948 (links, mit Hut) auf der Rittersturz-Konferenz, rechts: Hinrich Wilhelm Kopf

Karl Friedrich Zörgiebel (* 30. September 1878 in Mainz; † 14. März 1961 ebenda) war ein deutscher sozialdemokratischer Politiker. Während der Weimarer Republik war er zunächst Polizeipräsident von Köln (1922–1926), danach von Berlin (1926–1929) und zuletzt von Dortmund (1930–1933).
Bekanntheit erlangte Zörgiebel vor allem als politisch Verantwortlicher für die gewaltsame Niederschlagung der – nicht behördlich genehmigten – von der KPD organisierten Maidemonstrationen 1929 in Berlin. Mit mehr als 30 durch den Polizeieinsatz getöteten Demonstranten und unbeteiligten Anwohnern bildet dieser Sachverhalt als „Blutmai“ eine historisch eigenständige Begrifflichkeit.

## Leben
Karl Zörgiebel wurde als Sohn eines Fabrikarbeiters geboren. Er absolvierte die Volksschule in Mainz und begann dann eine Lehre als Küfer, an die sich seine Gesellenwanderung anschloss. Danach leistete er vom Juli 1897 bis April 1900 seinen Wehrdienst ab, unter anderem auf dem Kriegsschiff Kaiserin Augusta und war danach wieder als Küfer tätig.
Er trat 1900 der Gewerkschaft bei, ein Jahr später der Sozialdemokratischen Partei Deutschlands (SPD). Im Jahr 1905 wurde er Vorsitzender der SPD-Wahlkreiskommission für Mainz-Oppenheim, 1907 wurde er dann hauptamtlicher Geschäftsführer des Böttcherverbands in Mainz. Er wechselte 1908 nach Köln, wo er Gauleiter des Verbands wurde. Im Oktober 1910 wurde er schließlich SPD-Bezirksparteisekretär für die obere Rheinprovinz, zunächst in Koblenz, ab 1912 dann wieder in Köln. Während des Ersten Weltkriegs diente er von 1914 bis 1917 wieder bei der Marine.
Während der Novemberrevolution war er Mitglied des Kölner Arbeiter- und Soldatenrats und Zweiter Vorsitzender des Arbeiter- und Soldatenrats der Oberen Rheinprovinz. Bis 1919 war er außerdem Mitglied des Zentralrats der Deutschen Sozialistischen Republik. Danach gehörte er bis 1921 der Preußischen Landesversammlung an und war dort im Fraktionsvorstand tätig. Für den Wahlkreis Koblenz-Trier war er vom Juni 1920 bis zum Mai 1924
im Reichstag. Dort wurde er Mitglied, zeitweilig Vorsitzender im 'Ausschuss für Volkswirtschaft'.
Im September 1922 wurde er zum zunächst kommissarischen, dann hauptamtlichen Polizeipräsidenten von Köln gewählt. Er behielt dieses Amt bis zum September 1926, als er mit Wirkung zum 1. Oktober zum Berliner Polizeipräsidenten berufen wurde. Dass er diese Posten ausschließlich seinem SPD-Parteibuch verdankte, wurde als 'Kinderkrankheit der neuen Republik' verstanden, zwar erwarb er sich Verdienste um Berlins moderne Verkehrsordnung, so nach New York (1920) und Paris (1922) durch die Einführung von Verkehrsampeln, beginnend am Potsdamer Platz im Dezember 1924. Aber er zeigte weder Führungsqualitäten als Behördenchef noch als Kriminalist, so dass diese Rolle sein Vizepräsident, der langjährige Kripo-Chef Bernhard Weiß einnahm.
In seiner Funktion als Berliner Polizeipräsident berief er sich vor den traditionellen Maikundgebungen – an denen er Auseinandersetzungen zwischen Mitgliedern der Nationalsozialistischen Deutschen Arbeiterpartei (NSDAP) und der Kommunistischen Partei Deutschlands (KPD) befürchtete – auf ein am 21. März 1929 erlassenes Demonstrationsverbot für Preußen. Als dennoch in Berlin Zehntausende dem Aufruf der KPD zur Maidemonstration folgten, kam es zu Unruhen, die als „Blutmai“ in die Geschichte eingingen. Die Polizei ging auf Anweisung Zörgiebels und des preußischen Innenministers Albert Grzesinski rigoros gegen die Demonstranten vor und tötete in den folgenden Tagen Demonstranten und unbeteiligte Anwohner. Am 3. Mai 1929 erfolgte das Verbot der militanten, uniformierten Kampforganisation der KPD, des Roten Frontkämpferbunds (RFB). Es wurde wenig später auf das gesamte Reichsgebiet ausgedehnt. Vom 3. bis 6. Mai 1929 verhängte Zörgiebel auch ein „Verkehr- und Lichtverbot“ über die Berliner Bezirke Wedding und Neukölln. Vonseiten der Kommunisten, z. B. dem Reichstagsabgeordneten Paul Frölich, wurde er als „Arbeitermörder“ bezeichnet. Zunächst wurde auf Weisung des Polizeipräsidenten Zörgiebel der Tod von 23 Personen eingestanden und in der SPD-Zeitung 'Vorwärts' zu „Opfern kommunistischer Hetze“ deklariert, denen 47 verletzte Polizisten gegenübergestellt wurden. Später wurden die Zahl der Todesopfer auf 33 korrigiert.

„Herr Zörgiebel, der sich durch nichts für sein jetziges Amt qualifiziert hat, zählt zu jenen aus dem Geiste der Ochsentour empfangenen Würdenträgern, die sich für ganz verteufelte Realpolitiker halten, wenn sie das, was sie gestern anbeteten, heute mit den Stiefelspitzen traitieren. … Schuldig
ist nicht der einzelne erregte und überanstrengte Polizeiwachtmeister, sondern der Herr Polizeipräsident, der in eine friedliche Stadt die Apparatur des Bürgerkriegs getragen hat. Mehr als zwanzig Menschen mußten sterben, mehr als hundert ihre heilen Knochen einbüßen, nur damit eine Staatsautorität gerettet werden konnte, die durch nichts gefährdet war als durch die Unfähigkeit ihres Inhabers.“

Karl Kraus nannte ihn „den Marschall vom 'Vorwärts'! Ein sozialdemokratischer Bumbum!“ Im 1932 entstandenen Romanfragment So starb eine Partei analysierte Jura Soyfer das 'arbeiterfeindliche' Verhalten führender Sozialdemokraten wie Zörgiebel als Ursache für den Erfolg der Nationalsozialisten, so dass für ihn die Frage entstand: „...sag mir den Unterschied zwischen Zörgiebel und Hitler!“ Die Gegenposition vertrat der Gewerkschaftsflügel, der gegen den Generalstreik votierte, was schließlich in der These mündete, der „Bolschewismus endet im Faschismus“, um somit das Handeln von Zörgiebel, wie auch vor ihm dem sozialdemokratische Reichswehrminister Gustav Noske, aus staatserhaltender Sicht für alternativlos zu erklärem. Zörgiebel wurde damit zu einer Schlüsselfigur nachträglicher Interpretationen zum Scheitern der Weimarer Republik, sowohl literarisch, z. B. bei Klaus Neukrantz, als auch politik-geschichtlich.
Im November 1930 wurde er in den einstweiligen Ruhestand versetzt. Nach dem Tod des Dortmunder Polizeipräsidenten Lübbring im Herbst 1931 wurde Zörgiebel auf dessen Posten berufen. Er nahm den Dienst am 6. Dezember auf. Er gehörte zu den wenigen sozialdemokratischen Beamten, die nach dem Preußenschlag nicht ihres Amtes enthoben wurden. Allgemein wurde dieser Umstand Zörgiebels guten Kontakten zu konservativen Politikern zugeschrieben. Auch in dieser Zeit geriet er wieder politisch unter Beschuss: die Nationalsozialisten lasteten ihm die sogenannte Schwanenwall-Affäre an, bei der die Dortmunder Polizei in das Parteibüro der NSDAP eingedrungen war; die Kommunisten die Schlacht am Nordmarkt, bei der zwei Personen erschossen wurden. Unmittelbar nach der nationalsozialistischen „Machtergreifung“ wurde Zörgiebel aus seinem Amt entlassen.
Er zog daraufhin nach Köln, wo er im September 1933 verhaftet und in das Konzentrationslager Brauweiler eingeliefert wurde sowie vier Monate in Haft saß. Danach musste er die Stadt verlassen und zog wieder nach Mainz. Dort stand er unter Beobachtung der Geheimen Staatspolizei (Gestapo), und im Jahr 1937 wurde ihm der Pass entzogen.
Nach dem Krieg war er am Neuaufbau der Polizei beteiligt, wurde 1945 SPD-Vorsitzender in Mainz und war von 1947 bis 1949 Landespolizeipräsident von Rheinland-Pfalz. Am 16. Juli 1949 trat er in den Ruhestand.

## Rezeption
Im ersten Roman des Gereon-Rath-Zyklus in Berlin von Volker Kutscher wird er als einer der Hauptakteure porträtiert. Der historische Krimi wurde 2017 von Tom Tykwer als TV-Serie Babylon Berlin verfilmt. Karl Zörgiebel wurde von dem Schauspieler Thomas Thieme verkörpert.

## Ehrungen
- 1953 erhielt er das Große Bundesverdienstkreuz.
- Der Zörgiebelweg in Berlin-Spandau, die Zörgiebelstraße in Köln-Seeberg und die Karl-Zörgiebel-Straßen in Mainz-Bretzenheim und Pulheim sind nach ihm benannt.